# Cầu Arcole
Cầu Arcole (tiếng Pháp: Pont d'Arcole) là một cây cầu bắc qua sông Seine ở trung tâm thủ đô Paris của Pháp. Cây cầu này nối liền Île de la Cité với bờ phải của sông Seine gần với Toà thị chính Paris.
| Métro Paris | Bến tàu điện ngầm: Hôtel de Ville |

## Lịch sử
Người ta bắt đầu có nhu cầu xây dựng cầu nối liền Île de la Cité với bệnh viện Hôtel-Dieu de Paris từ thế kỷ 18. Tuy nhiên mãi đến năm 1828 cây cầu đầu tiên mới được xây dựng ở đây, đó là một cầu treo rộng 6 mét do Marc Séguin thiết kế nối Quảng trường Grève (nay là Quảng trường Toà thị chính) với Île de la Cité. Trong 2 năm đầu cây cầu này có tên Cầu Grève (Passerelle de Grève) trước khi đổi thành Cầu Arcole (Pont d'Arcole). Theo giả thuyết thường được chấp nhận thì tên này xuất phát từ trận cầu Arcole mà Napoléon Bonaparte đã giành chiến thắng trước người Áo vào năm 1796.
Năm 1854 cây cầu treo được thay thế bằng một cây cầu kim loại vững chắc hơn đảm bảo cho việc lưu thông qua cầu. Cây cầu Arcole mới là bước đột phá về kỹ thuật xây dựng cầu ở Paris khi đó, đây là cây cầu đầu tiên bắc qua sông Seine mà không có trụ đỡ, được làm hoàn toàn bằng sắt chứ không phải là gang, vật liệu thông dụng khi đó. Tuy vậy ngày 16 tháng 2 năm 1888 một đoạn cầu dài 20 cm đã bất ngờ sụp xuống sông. Việc thay mới hoàn toàn phần ván lát của cầu được diễn ra trong 2 năm 1994 và 1995.

## Hình ảnh

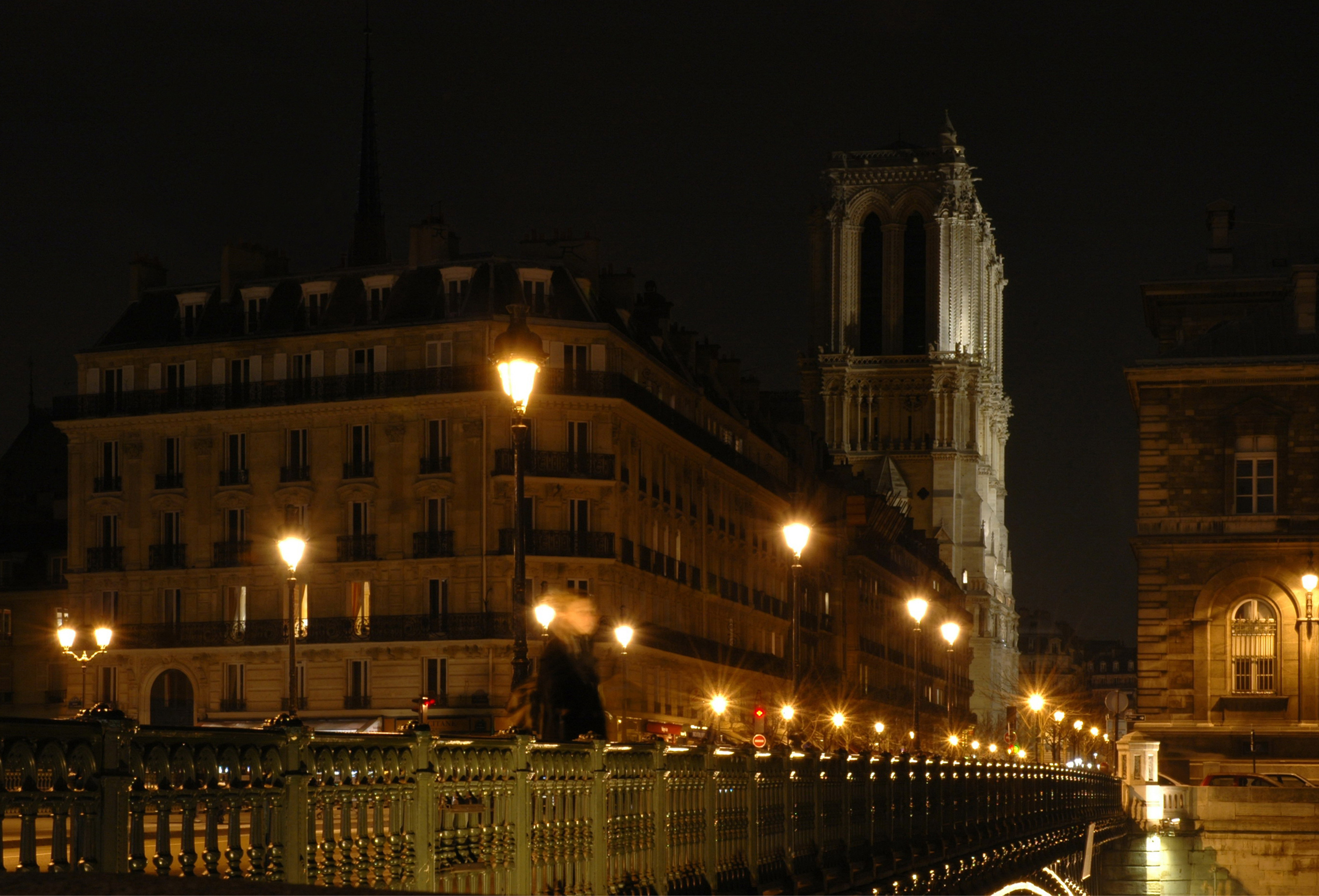
Nhà thờ Đức Bà Paris nhìn từ cầu Arcole
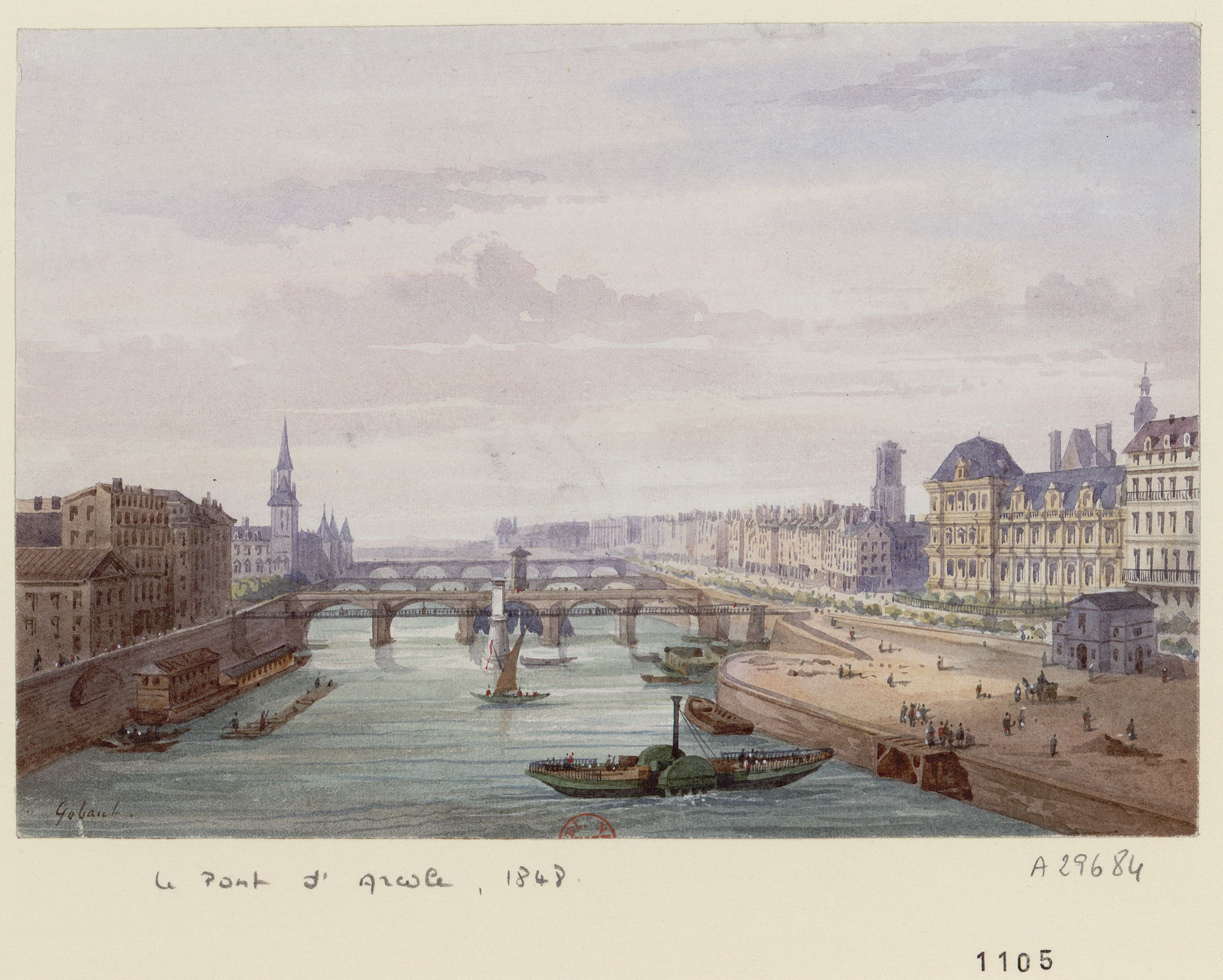
Cầu treo năm 1848